# Handel (economie)

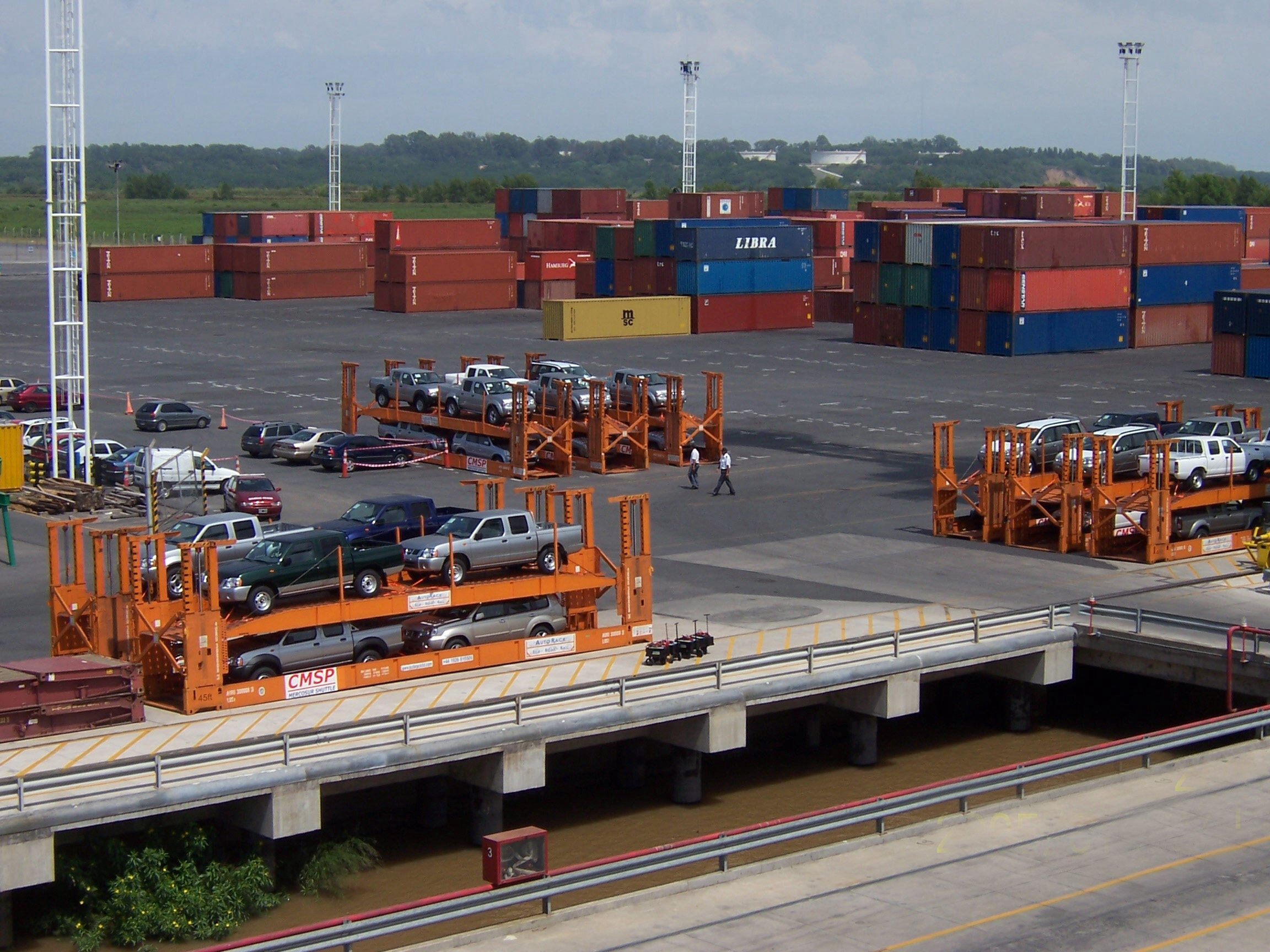
Zeecontainers in een haven

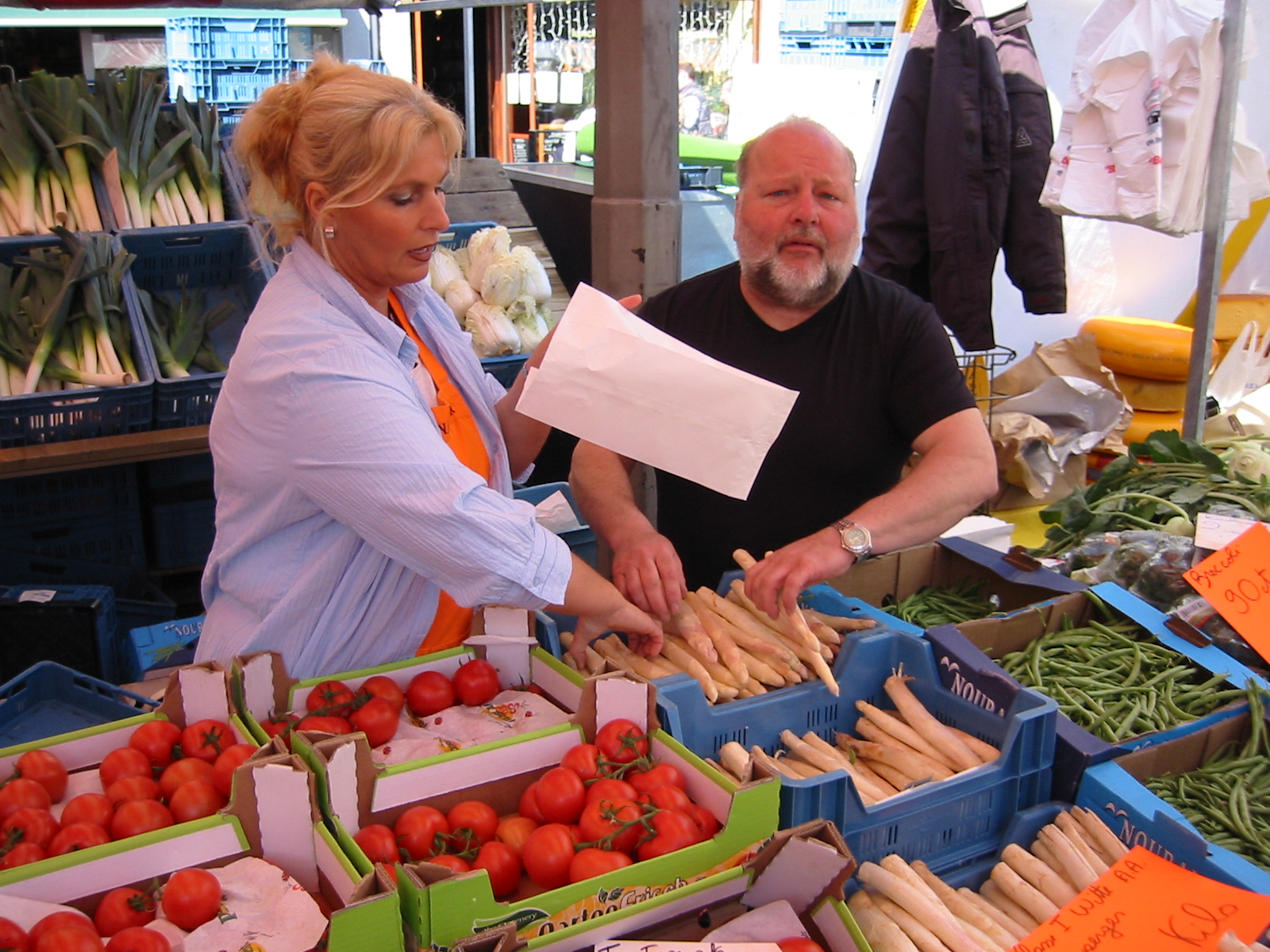
Groentekraam op een markt

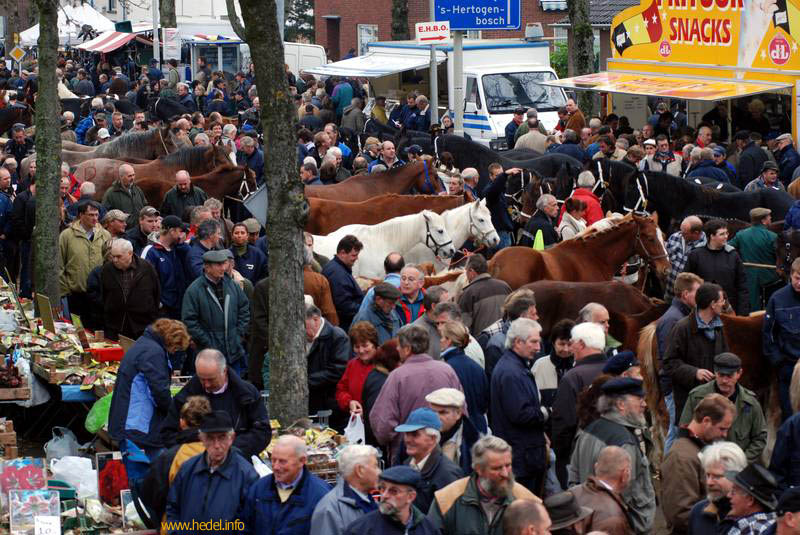
Paardenmarkt van Hedel

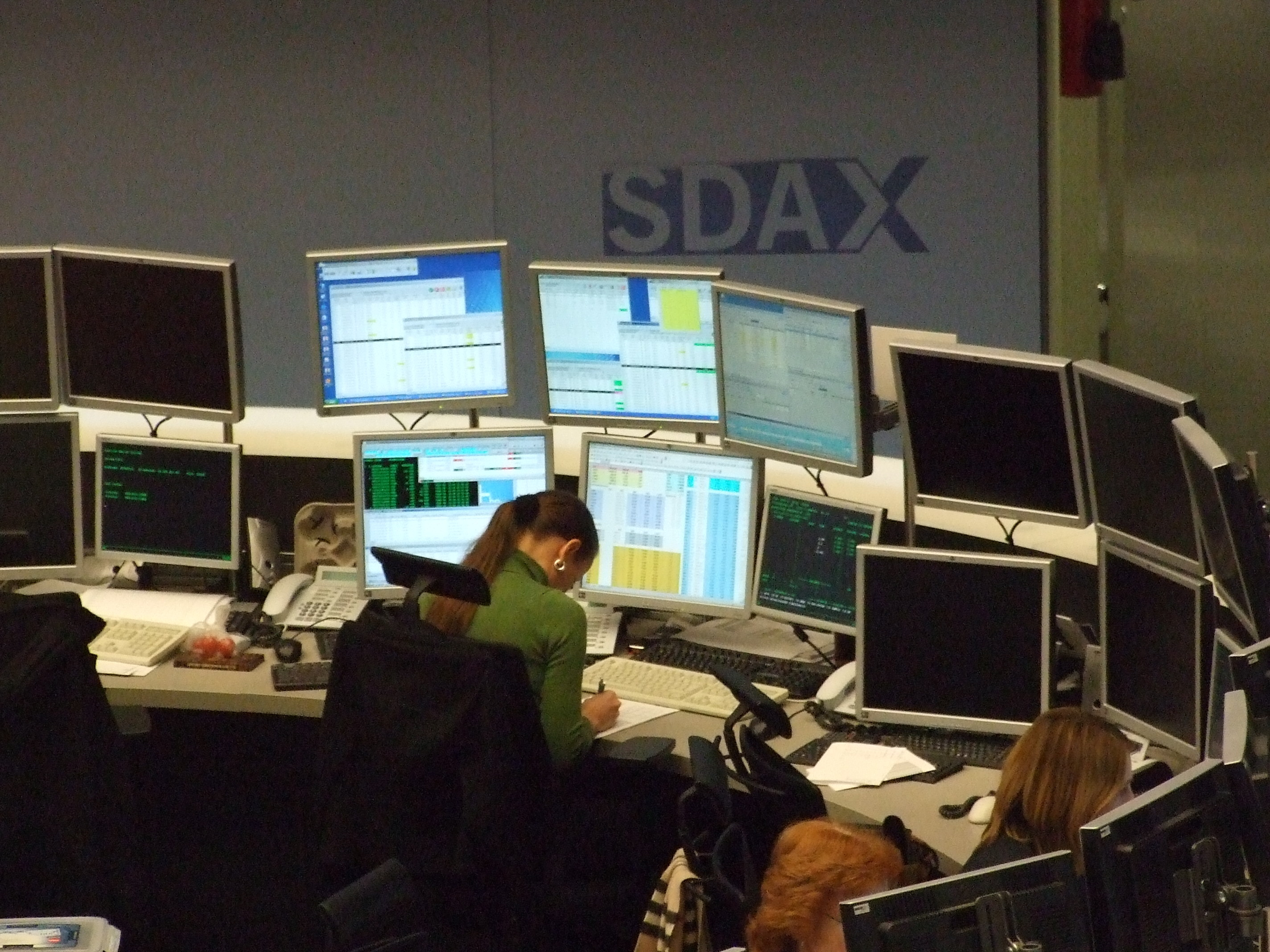
Handel in effecten

Handel is het uitwisselen van producten tussen twee partijen tegen directe of uitgestelde betaling. Bij ruilhandel worden goederen tegen elkaar geruild, maar dit kan ook door gebruik te maken van geld of krediet. Als er geen sprake is van betaling, dan is de uitwisseling geen handel, maar een gift als het product vrijwillig wordt uitgewisseld, of diefstal als het product zonder toestemming wordt toegeëigend.
Doordat in de 20e eeuw het vervoer van goederen veel eenvoudiger en goedkoper is geworden, is de internationale handel steeds belangrijker geworden. Dit is een belangrijke vorm van globalisatie.
In veel landen wordt handel belast: handelaren die aan een transactie geld verdienen moeten een percentage van de meerwaarde afdragen aan de staat (btw).
De term handelsgeest duidt op vindingrijkheid, creativiteit en de gedrevenheid om met handel geld te verdienen.

## Economische drijfveren
Op basis van economische drijfveren kan onderscheid gemaakt worden tussen drie soorten handel. De drijfveer kan zijn:
- verschil in productiekosten;
- een tekort;
- economische cycli.

### Verschil in productiekosten
Een product kan wel aanwezig zijn, maar elders goedkoper zijn. Dit kan optreden door lagere productiekosten, mogelijk door concurrentie. Als de prijs na transport en importheffingen nog steeds goedkoper is, dan zal zeer waarschijnlijk iemand een handel opzetten.

#### Absoluut en comparatief voordeel
Als men op een bepaalde plaats beter is in de productie van een artikel en op een andere plaats beter in een ander artikel, dan hebben beide partijen voordeel bij handel. Dit principe, dat bekendstaat als absoluut voordeel, werd bekend door Adam Smith. Maar zelfs als het ene land beter in staat is om beide producten te maken dan een ander land, loont het om zich te specialiseren in het product waar men het grootste voordeel mee heeft en het andere product uit het andere land te halen. Dit noemde David Ricardo het comparatief voordeel.
Hoewel deze twee principes betekenen dat het gehele land er op vooruitgaat bij vrijhandel, geldt dit niet noodzakelijk voor groepen binnen een land. Indien men werkt in een bedrijfstak die de internationale concurrentie niet aankan en niet omgeschoold kan worden, dan kan er wel degelijk sprake zijn van lokale nadelen. Hetzelfde geldt uiteraard als men in deze bedrijfstakken heeft geïnvesteerd. Vanuit deze hoek zal dan ook vaak worden aangedrongen op protectionistische maatregelen.

#### Specialisatie
Een absoluut of comparatief voordeel kan worden bereikt door schaalvoordeel: het is minder werk voor één bakker om twee broden te bakken dan voor twee bakkers om elk één brood te bakken. Hierdoor maakt specialisatie productie van goederen efficiënter. Een belangrijke drijfveer voor handel is dan ook de verdeling van arbeid die uit deze specialisatie voortkomt.
Een land of regio kan ook een voordeel bereiken door een technologische voorsprong. Dit gold bijvoorbeeld in de negentiende eeuw voor de Britse textielindustrie. Door hoge kosten om in bijvoorbeeld de vliegtuigindustrie te stappen kan de voorsprong langdurig zijn. Ook kan de consument meer keuze willen hebben. Fabrikanten spelen hierop in door productdifferentiatie.

### Tekorten
Zowel de bevolking als de economische middelen zijn niet gelijkelijk verdeeld over de wereld. Een tekort aan een product op een plaats en een overschot op een andere plaats komt vaak voor bij grondstoffen en natuurlijke hulpbronnen, maar ook bij halffabricaten. Handel ontstaat niet alleen omdat grondstoffen niet over de gehele wereld in gelijke mate voorkomen, maar ook omdat ze op de ene plaats goedkoper gedolven kunnen worden dan op de andere. In het Heckscher-Ohlinmodel wordt uitgegaan van de in een land aanwezige productiefactoren. Aangezien deze in elk land anders zijn, zal elk land het meeste voordeel hebben bij een andere specialisatie. De specialisaties worden in de ISIC verdeeld in verschillende sectoren die alle een andere behoefte aan handel hebben.

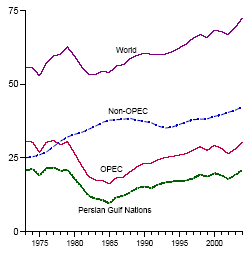
Na de oliecrisis van 1973 daalde de vraag naar olie nauwelijks, maar dit trad wel op na de oliecrisis van 1979. In het eerste geval overheerste het inkomenseffect in de Slutsky-vergelijking, in het tweede geval het substitutie-effect.

Het verschil tussen dit aanbod en de vraag resulteert in een prijsverschil. Deze marktwerking brengt handel op gang. Het prijsverschil hangt daarbij af van zowel het aanbod als de vraag, wat uitgedrukt kan worden in de prijselasticiteit van een product. De vraag hangt ook sterk samen met het inkomen, wat uitgedrukt kan worden in de inkomenselasticiteit. Bij een stijgend inkomen zal de vraag naar inferieure goederen dalen, terwijl die naar normale goederen stijgt. De vraag naar luxe goederen stijgt zelfs sneller dan het inkomen.
In de Slutsky-vergelijking zijn zowel het inkomens- als het substitutie-effect verwerkt. Als de prijs te hoog wordt, zal men zoeken naar een substitutiegoed. Zo kan bijvoorbeeld het verschil in vraag naar olie worden verklaard na de oliecrisis van 1973 en die van 1979. In 1973 was het inkomenseffect dominant. Olie was nog een primair goed, zodat men een groter deel van het inkomen daar aan moest besteden. Er bleef daardoor minder over om aan overige zaken te besteden, wat een wereldwijde recessie tot gevolg had. In 1979 was het echter technisch mogelijk voor elektriciteitscentrales om over te schakelen naar gas en steenkool. Dit had een scherpe daling van de vraag naar olie tot gevolg, een goed voorbeeld van het substitutie-effect.

### Tijdelijke tekorten
Een tijdelijk tekort kan lokaal ontstaan door de conjunctuur. Onderscheid wordt gemaakt tussen een langdurige of seculaire trend van tientallen jaren, een korte cyclus van enkele jaren en seizoensschommelingen.
Seizoensschommelingen treden onder meer op bij landbouwproducten waar het aanbod sterk stijgt na de oogst. Zo neemt het aanbod van graan sterk toe vanaf eind september tot oktober als de graanoogsten in Noord-Amerika verscheept worden, terwijl er aan het begin van de zomer een rustige periode is omdat de meeste voorraden afgevoerd zijn. Ook cycli in voorraadvorming spelen een rol, zoals de vraag naar olie die toeneemt in aanloop naar de winter op het noordelijk halfrond. De korte cyclus kan lokaal tot tijdelijke tekorten leiden door rampen, slechte planning of de conjunctuur. Op de lange termijn kan er sprake zijn van veranderingen doordat de economie een ontwikkeling doormaakt. Zo wordt er in een landbouwsamenleving een relatief groot deel van het inkomen besteed aan voeding en andere primaire goederen. Volgens de wet van Engel neemt dit aandeel af bij het stijgen van het inkomen en neemt het aandeel van luxegoederen met een toegevoegde waarde toe.
Als een economie zich ontwikkelt, zal dan ook de aard en de hoeveelheid van de vraag veranderen. Een model van een veranderende samenleving is de fasentheorie van Rostow. Hierbij verandert een traditionele maatschappij door vooruitgang op technologisch, financieel en educatief gebied. Aanvankelijk ligt daarbij de nadruk op zware industrie om daarna te verschuiven naar een geavanceerder lichte industrie en uiteindelijk massaconsumptie. Dit heeft grote gevolgen voor de vraag naar grondstoffen en het aanbod dat uit dit gebied komt en daarmee de handel. Het model is gebaseerd op de ontwikkeling van de westerse samenlevingen en lijkt ook van toepassing op Japan, de Aziatische Tijgers en nu ook China, maar niet duidelijk is of dit voor alle ontwikkelingslanden op kan gaan.
Daarnaast speelt de prijs van transport een rol. Als deze daalt ten opzichte van de prijs van het product, dan zal een steeds groter gebied in aanmerking komen om handel mee te drijven. Zo zijn de prijzen in de lucht- en scheepvaart in de tweede helft van de twintigste eeuw minder snel gestegen dan de prijzen van de meeste producten, waardoor Aziatische producten nu concurrerend zijn met Amerikaanse en Europese.

## Handelsbelemmeringen
Handelsbelemmeringen worden toegepast om de eigen markt en product te beschermen, door producten uit het buitenland te hinderen bij het betreden van de markt. De volgende soorten handelsbelemmeringen worden onderscheiden:
- tariefmuren;
- invoerrechten;
- protectionisme;
- isolationisme, een extreme vorm van protectionisme.

Protectionisme overheerste in de Vroegmoderne Tijd. Men ging ervan uit dat het globale volume van de internationale handel onveranderlijk was, een zero-sum game: wat de ene partij wint, verliest de andere. Het mercantilisme ging er dan ook van uit dat de import beperkt moest worden en de export bevorderd. Daarmee werd de hoeveelheid goud en zilver en dus de rijkdom van een land groter.
Dit standpunt werd bestreden door Adam Smith en de andere klassieke economen die daarbij de principes van absoluut en comparatief voordeel naar voren brachten. Een lange strijd tussen voor- en tegenstanders van de vrijhandel volgde. Tegenwoordig zijn de voordelen van vrijhandel geaccepteerd, maar protectionisme wordt nog steeds toegepast om uiteenlopende redenen, zoals bescherming van lokale industrie of landbouw. Handelsbelemmeringen worden veelal als acceptabel gezien als ze onderdeel zijn van het stimuleren van een opkomende industrie tot een comparatief voordeel is bereikt, het zogenaamde infant industry-argument.

## Betaling
Oorspronkelijk was het geld ook een goed, zoals een schelp of een klomp goud, waar beide partijen waarde aan hechtten, zonder dat dit goed een specifieke gebruikswaarde had. Op deze wijze is vermoedelijk de geldhandel geleidelijk uit de ruilhandel voortgekomen. Moderne handel vindt plaats met tussenkomst van geld: eigenlijk een goed dat nergens toe dient, maar waarvan alle handelspartners de waarde onderkennen. De komst van geld maakte het makkelijker om de waarde van de goederen voor de verschillende partijen uit te drukken, en maakte het mogelijk om veel ingewikkelder transacties tussen meer dan twee partijen uit te voeren: het wordt mogelijk om verdienen en uitgeven van elkaar te scheiden. Door de invoering van het geld kan de timmerman ook brood eten als de bakker op dat moment geen stoel nodig heeft.